# Delika
Delika est une commune ou contrée de la municipalité d'Amurrio dans la province d'Alava dans la Communauté autonome basque.
La commune a sur son territoire le canyon de Delika et la chute du Nervion.